# Trophée des champions 2000
La Supercoppa di Francia 2000 (ufficialmente Trophée des champions 2000) è stata la ventiquattresima edizione della Supercoppa di Francia, la quinta organizzata dalla Ligue de Football Professionnel.
Si è svolta il 22 luglio 2000 allo Stadio Auguste Bonal di Montbéliard tra il Monaco, vincitore della Division 1 1999-2000, e il Nantes, vincitore della Coppa di Francia 1999-2000.
A conquistare il titolo è stato il Monaco che ha vinto per 6-5 ai rigori dopo lo 0-0 dei tempi regolamentari.

## Partecipanti
| Squadre | Qualificazione                             | Partecipazioni precedenti (il grassetto indica la vittoria) |
| ------- | ------------------------------------------ | ----------------------------------------------------------- |
| Monaco  | Vincitore della Division 1 1999-2000       | 4 (1960, 1961, 1985, 1997)                                  |
| Nantes  | Vincitore della Coppa di Francia 1999-2000 | 5 (1965, 1966, 1973, 1995, 1999)                            |

## Tabellino
| Arbitro: | Moulin |

|                                                                          |                      |                                                                           |
| Riise Christanval Gallardo Contreras Eloi Irles Djetou Costinha Farnerud | Tiri di rigore 6 – 5 | Leroy Carrière Fabbri Savinaud Da Rocha Laspalles Piocelle Vahirua Armand |

### Formazioni
| Monaco:         |    |                      |  |     |
|                 |    |                      |  |     |
| P               | 1  | Stéphane Porato      |  |     |
| D               | 2  | Pablo Contreras      |  |     |
| D               | 5  | Philippe Christanval |  |     |
| D               | 23 | Bruno Irles          |  |     |
| D               | 17 | Philippe Léonard     |  | 45’ |
| C               | 8  | Ludovic Giuly        |  | 72’ |
| C               | 6  | Martin Djetou (c)    |  |     |
| C               | 7  | Costinha             |  |     |
| C               | 10 | Marcelo Gallardo     |  |     |
| A               | 11 | Marco Simone         |  |     |
| A               | 20 | Dado Pršo            |  | 85’ |
| A disposizione: |    |                      |  |     |
| P               | 16 | André Biancarelli    |  |     |
| D               | 3  | John Arne Riise      |  | 72’ |
| C               | 21 | Pontus Farnerud      |  | 45’ |
| A               | 9  | Xavier Gravelaine    |  |     |
| A               | 14 | Wagneau Eloi         |  | 85’ |
| Allenatore:     |    |                      |  |     |
| Claude Puel     |    |                      |  |     |

| Nantes:          |    |                      |  |     |
|                  |    |                      |  |     |
| P                | 1  | Mickaël Landreau (c) |  |     |
| D                | 3  | Nicolas Laspalles    |  |     |
| D                | 15 | Nicolas Savinaud     |  |     |
| D                | 2  | Néstor Fabbri        |  |     |
| D                | 4  | Mário Silva          |  |     |
| C                | 9  | Éric Carrière        |  |     |
| C                | 12 | Sébastien Piocelle   |  |     |
| C                | 13 | Mathieu Berson       |  | 86’ |
| C                | 6  | Salomon Olembé       |  | 60’ |
| C                | 8  | Frédéric Da Rocha    |  |     |
| A                | 18 | Olivier Monterrubio  |  | 86’ |
| A disposizione:  |    |                      |  |     |
| P                | 16 | Willy Grondin        |  |     |
| D                | 22 | Sylvain Armand       |  | 86’ |
| C                | 14 | Mehdi Leroy          |  | 60’ |
| A                | 7  | Alioune Touré        |  |     |
| A                | 19 | Marama Vahirua       |  | 86’ |
| Allenatore:      |    |                      |  |     |
| Raynald Denoueix |    |                      |  |     |